# هرنادسنت‌آندراش
هِرنادسِنت‌اندراش (به مجاری:  Hernádszentandrás) یک منطقهٔ مسکونی در مجارستان است که در ناحیه انچ واقع شده‌است. هرنادسنت‌آندراش ۷٬۰۴ کیلومتر مربع مساحت و ۴۲۵ نفر جمعیت دارد.